# ألكسندر شلاجر
الكسندر شلاجر (بالألمانية: Alexander Schlager) هو لاعب كرة قدم نمساوي في مركز حراسة المرمى، ولد في 1 فبراير 1996 في سالزبورغ في النمسا. شارك مع منتخب النمسا تحت 17 سنة لكرة القدم ومنتخب النمسا تحت 18 سنة لكرة القدم ومنتخب النمسا تحت 19 سنة لكرة القدم ومنتخب النمسا تحت 21 سنة لكرة القدم. أما مع النوادي، فقد لعب مع آر بي لايبزيغ وريد بول سالزبورغ ونادي غروديغ.

## وصلات خارجية
- ألكسندر شلاجر على موقع الاتحاد الدولي (مؤرشف)  (الإنجليزية)
- ألكسندر شلاجر على موقع الاتحاد الأوربي (الإنجليزية)
- ألكسندر شلاجر على موقع قاعدة بيانات كرة القدم.إي يو (الإنجليزية)
- ألكسندر شلاجر على موقع ناشيونال فوتبول تيمز (الإنجليزية)
- ألكسندر شلاجر على موقع Soccerway.com (الإنجليزية)
- ألكسندر شلاجر على موقع عالم كرة القدم.نت (الإنجليزية)